# Roccabianca

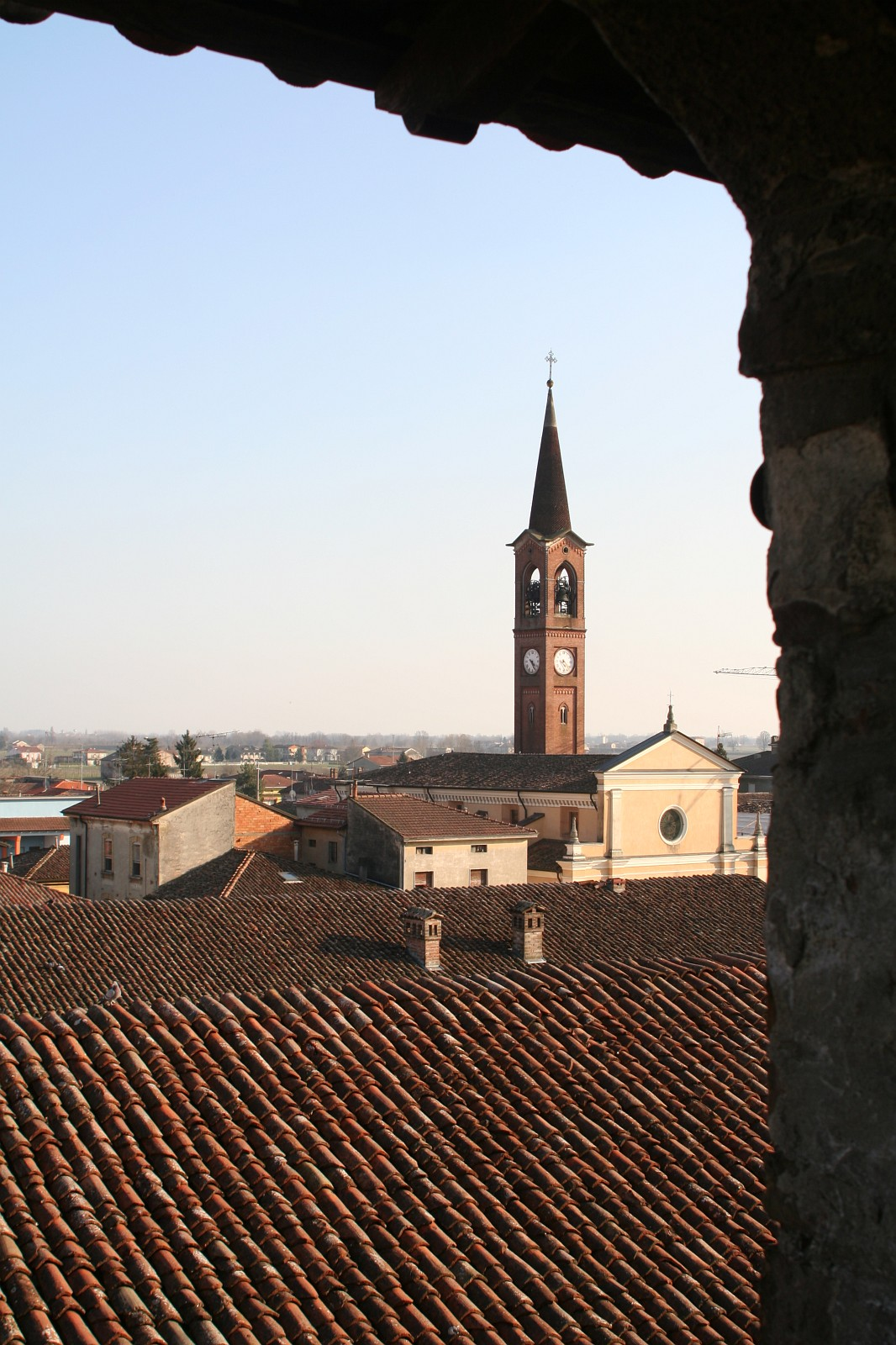
El campanil.

Roccabianca es una comuna de 3130 habitantes de la provincia de Parma.
Llamada durante un tiempo Arzenoldo (Arsinoldo, Arcinaldo), debe su nombre actual al hecho de ser la residencia de la amante de Pier Maria Rossi, Bianca Pellegrini, durante el siglo XV.

## Demografía
| Gráfica de evolución demográfica de Roccabianca entre 1861 y 2001 |
|                                                                   |
| Fuente ISTAT - elaboración gráfica de Wikipedia                   |

## Personas destacadas
- Giovannino Guareschi (1908-1968). Fue un periodista y escritor humorístico del siglo XX, conocido principalmente por su obra Don Camilo.

- Datos: Q100902
- Multimedia: Roccabianca / Q100902

1. ↑  Worldpostalcodes.org, código postal n.º 43010.
2. ↑  «Codici Catastali». Comuni-italiani.it (en italiano). Consultado el 29 de abril de 2017.